# Vernon County (Missouri)
Das Vernon County ist ein County im US-amerikanischen Bundesstaat Missouri. Im Jahr 2020 hatte das County 19.707 Einwohner und eine Bevölkerungsdichte von 9,1 Einwohnern pro Quadratkilometer. Der Verwaltungssitz (County Seat) ist Nevada.

## Geografie
Das County liegt im Südwesten von Missouri und grenzt im Westen an Kansas. Es wird im Nordosten durch den Osage River begrenzt und hat eine Fläche von 2168 Quadratkilometern, wovon 8 Quadratkilometer Wasserfläche sind. An das Vernon County grenzen folgende Nachbarcountys:
| Linn County (Kansas)     | Bates County  | St. Clair County |
| Bourbon County (Kansas)  |               | Cedar County     |
| Crawford County (Kansas) | Barton County |                  |

## Geschichte
Das Vernon County wurde 1851 gebildet. Benannt wurde es nach Colonel Miles Vernon, einem späteren US-Senator.
Ein Ort hat den Status einer National Historic Landmark, die Carrington Osage Village Sites.

## Demografische Daten
Nach der Volkszählung im Jahr 2010 lebten im Vernon County 21.159 Menschen in 8329 Haushalten. Die Bevölkerungsdichte betrug 9,8 Einwohner pro Quadratkilometer.
Ethnisch betrachtet setzte sich die Bevölkerung zusammen aus 96,5 Prozent Weißen, 0,5 Prozent Afroamerikanern, 0,7 Prozent amerikanischen Ureinwohnern, 0,5 Prozent Asiaten sowie aus anderen ethnischen Gruppen; 1,4 Prozent stammten von zwei oder mehr Ethnien ab. Unabhängig von der ethnischen Zugehörigkeit waren 1,6 Prozent der Bevölkerung spanischer oder lateinamerikanischer Abstammung.
In den 8329 Haushalten lebten statistisch je 2,45 Personen.
24,9 Prozent der Bevölkerung waren unter 18 Jahre alt, 58,7 Prozent waren zwischen 18 und 64 und 16,4 Prozent waren 65 Jahre oder älter. 51,5 Prozent der Bevölkerung war weiblich.

Das jährliche Durchschnittseinkommen eines Haushalts lag bei 34.387 USD. Das Prokopfeinkommen betrug 18.314 USD. 21,2 Prozent der Einwohner lebten unterhalb der Armutsgrenze.

## Ortschaften im Vernon County
Citys
| - Bronaugh - Nevada - Schell City | - Sheldon - Walker |

Villages
| - Deerfield - Harwood - Metz - Milo | - Moundville - Richards - Stotesbury |

Unincorporated Communities
| - Amos - Arthur - Bellamy - Bristow - Camp Clark - Carbon Center | - Dean Ford - Dederick - Ellis - Eve - Fair Haven - Handley | - Horton - Montevallo - Nassau Junction - Oak Ridge - Panama - Portia | - Rinehart - Rousertown - Swart - Virgil City1 |

1 – teilweise im Cedar County

## Gliederung
Das Vernon County ist in 20 Townships eingeteilt:
| Township             | Einwohner (2010) | FIPS     |
| -------------------- | ---------------- | -------- |
| Bacon Township       | 669              | 29-02872 |
| Badger Township      | 476              | 29-02926 |
| Blue Mound Township  | 400              | 29-06598 |
| Center Township      | 9664             | 29-12646 |
| Clear Creek Township | 645              | 29-14644 |
| Coal Township        | 277              | 29-15166 |
| Deerfield Township   | 911              | 29-18820 |
| Dover Township       | 529              | 29-19972 |
| Drywood Township     | 1387             | 29-20242 |
| Harrison Township    | 299              | 29-30592 |

| Township            | Einwohner (2010) | FIPS     |
| ------------------- | ---------------- | -------- |
| Henry Township      | 231              | 29-31672 |
| Lake Township       | 209              | 29-39818 |
| Metz Township       | 374              | 29-47630 |
| Montevallo Township | 318              | 29-49484 |
| Moundville Township | 788              | 29-50348 |
| Osage Township      | 295              | 29-55226 |
| Richland Township   | 235              | 29-61634 |
| Virgil Township     | 443              | 29-76318 |
| Walker Township     | 536              | 29-76678 |
| Washington Township | 2473             | 29-77740 |